# Baie d'Arabat
La baie d'Arabat (en ukrainien : Арабатська затока, Arabats'ka zatoka ; en russe : Арабатский залив, Arabatski zaliv ; en tatar de Crimée : Arabat körfezi) est située sur la côte orientale de la Crimée, sur la mer d'Azov.
Longue de 22 km et large de 40 km au maximum, elle a une profondeur de 8 à 9 m. Elle s'étend de la péninsule de Kertch à la flèche d'Arabat.